# Ruido gaussiano

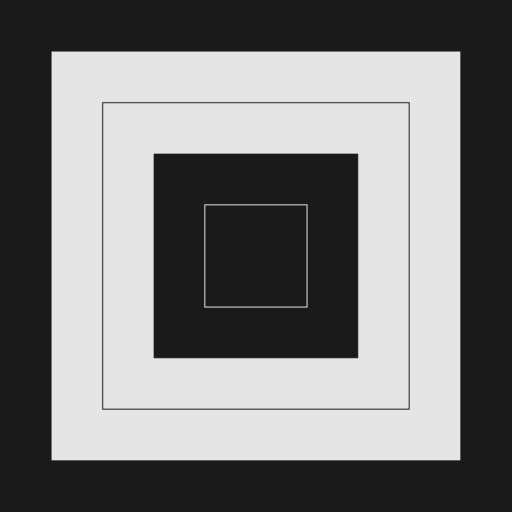
Un ejemplo de ruido en una imagen digital

El ruido Gaussiano se encuentra asociado con la radiación electromagnética. Ya que no podemos tener comunicación eléctrica sin electrones, es imposible evitar el ruido, el ruido Gaussiano muestra una densidad de probabilidad que responde a una distribución normal (o distribución de Gauss). Si un ruido es Gaussiano, la probabilidad que se aleje de más de 3σ del valor promedio es muy baja. Esta propiedad es utilizada para identificar la señal del ruido, pero solo funciona si el ruido es realmente Gaussiano.

## Ruido Gaussiano aditiva
El ruido gaussiano se confunde a menudo con el ruido blanco gaussiano, aunque son conceptos diferentes. Estrictamente hablando, el ruido gaussiano es únicamente el que presenta una distribución de Gauss, donde las variaciones electromagnéticas normalmente son muy pequeñas del orden de los microvoltios siendo despreciable en la mayoría de los sistemas

## Ruido blanco Gaussiano
El ruido blanco es una señal aleatoria, caracterizada porque sus valores en instantes de tiempo distintos no tienen relación alguna entre sí, es decir, no existe correlación estadística entre sus valores.
El ruido blanco Gaussiano será aquel cuya función de densidad responde a una distribución normal. Gaussiano se refiere a la distribución de voltaje de la fuente de ruido. Blanco es la fuente de ruido de potencia de densidad espectral, que es idealmente plano con la frecuencia. En realidad, en algún punto --debido al desfase- hay una reducción en el nivel de ruido medible.